# Clàssica Loira Atlàntic
La Clàssica Loira Atlàntic (en francès Classic Loire-Atlantique) és una competició ciclista que es disputa anualment des del 2000 per les carreteres del departament del Loira Atlàntic. Fins al 2002 fou reservada als amateurs, permetent-se la participació de professionals a partir de 2003. Des del 2005 forma part del calendari UCI Europe Tour, amb una categoria 1.2 i a partir del 2011 com a 1.1.

## Palmarès
| Any                      | Vencedor                       | Segon                   | Tercer             |         |
| ------------------------ | ------------------------------ | ----------------------- | ------------------ | ------- |
| (edicions amateurs)      |                                |                         |                    |         |
| 2000                     | Frédéric Delalande             | Emmanuel Mallet         | Gilles Canouet     |         |
| 2001                     | Nicolas L'Hôte                 | Erki Pütsep             | Jonathan Dayus     |         |
| 2002                     | Rune Jogert                    | Ludovic Rousselot       | Lloyd Mondory      |         |
| (edicions professionals) |                                |                         |                    |         |
| 2003                     | Thomas Voeckler                | Anthony Charteau        | Sébastien Hinault  |         |
| 2004                     | Erki Pütsep                    | Denis Robin             | Franck Pencolé     |         |
| 2005                     | José Alberto Martínez Trinidad | Alberto Benito Guerrero | Aliaksandr Vússau  |         |
| 2006                     | Serguei Kolésnikov             | Noan Lelarge            | Mathieu Drujon     |         |
| 2007                     | Nicolas Jalabert               | Iuri Trofímov           | Piotr Zieliński    |         |
| 2008                     | Mikel Gaztañaga Etxeberria     | Jimmy Casper            | Frédéric Finot     |         |
| 2009                     | Cyril Bessy                    | Michael Reihs           | David Le Lay       |         |
| 2010                     | Laurent Mangel                 | Renaud Dion             | Pierrick Fédrigo   |         |
| 2011                     | Lieuwe Westra                  | Bert Scheirlinckx       | Yohan Cauquil      |         |
| 2012                     | Florian Vachon                 | Mirko Selvaggi          | Sébastien Delfosse |         |
| 2013                     | Edwig Cammaerts                | Iauhèn Hutaròvitx       | Laurent Pichon     |         |
| 2014                     | Alexis Gougeard                | Kenneth Vanbilsen       | Wesley Kreder      |         |
| 2015                     | Alexis Gougeard                | Marco Marcato           | Anthony Delaplace  |         |
| 2016                     | Anthony Turgis                 | Loïc Chetout            | Kévin Ledanois     |         |
| 2017                     | Laurent Pichon                 | Thomas Boudat           | Hugo Hofstetter    |         |
| 2018                     | Rasmus Christian Quaade        | Daniel Hoelgaard        | Armindo Fonseca    |         |
| 2019                     | Rudy Barbier                   | Marc Sarreau            | Rory Townsend      |         |
| 2020                     | suspesa                        | suspesa                 | suspesa            | suspesa |
| 2021                     | Alan Riou                      | Valentin Madouas        | Dorian Godon       |         |
| 2022                     | Anthony Perez                  | Lewis Askey             | Matis Louvel       |         |
| 2023                     | Axel Zingle                    | Laurence Pithie         | Maikel Zijlaard    |         |
| 2024                     | Paul Lapeira                   | Tom Van Asbroeck        | Emmanuel Morin     |         |
| 2025                     | suspesa                        | suspesa                 | suspesa            | suspesa |